# Крыжановский, Дмитрий Антонович
Дмитрий Антонович Крыжановский (1883—1939) — российский и советский математик, кандидат физико-математических наук (1935, без защиты диссертации), профессор.

## Биография
С 1901 по 1904 учился в Новороссийском университете, исключён за участие в студенческом революционном движении. С 1904 по 1905 учился в Гёттингенском университете, ученик Ф. Х. Клейна, впоследствии выполнил переводы его книг на русский язык и составил предисловие к книге Ф. Э. Ж. Э. Бореля. В 1905 за участие в революции находился в заключении, но в 1906 сдал государственный экзамен в Новороссийском университете.
С 1905 до 1916 преподавал в Художественном училище. С 1913 на протяжении многих лет с перерывами был приват-доцентом, с 1917 до 1920 доцентом, и с 1933 до 1938 профессором Одесского университета. С 1916 до 1920 по совместительству преподавал на Высших женских курсах, с 1921 до 1922 на химическом факультете Одесского политехнического института, с 1922 до 1924 в Железнодорожном техникуме, с 1926 до 1930 в Институте техники кинематографии, с 1934 до 1935 в Одесском немецком педагогическом институте. Также с 1920 до 1921 был профессором Одесского физико-математического института, с 1921 до 1930 преподавал в ИНО, с 1930 до 1931 и в 1933 на кафедре математического анализа в Днепропетровском физико-химико-математическом институте, с 1931 до 1933 на кафедре математики и статистики в Одесском банковском институте. В апреле 1938 репрессирован, арестован НКВД по обвинению в участии в контрреволюционной эсеровской организации. Приговорён к 5 годам заключения, умер в тюрьме. Посмертно реабилитирован в 1956. В Одессе на доме, где он жил, в 2002 установлена мемориальная доска.

## Публикации
- Крыжановский Д. А. О максимальных и минимальных свойствах плоских фигур. — 1913.
- Крыжановский Д. А. (соавтор). Русско-украинский словарь математической терминологии и фразеологии. Алгебра. — Одесса, 1927.
- Крыжановский Д. А. Элементы теории неравенств. — М.; Л.: ОНТИ, 1936. — 112 с.
- Крыжановский Д. А. К теории решения уравнений и неравенств. Математическое просвещение. — М.; Л.: ОНТИ, 1936. — Вып. 8. — С. 53—66.
- Крыжановский Д. А. Как не следует писать и издавать массовую математическую литературу. — 1937‍.
- Крыжановский Д. А. Изопериметры. Максимальные и минимальные свойства геометрических фигур. — 1938.[2]